# Bozzolo
Pour les articles homonymes, voir Bozzolo (homonymie).
Bozzolo est une commune italienne de la province de Mantoue, dans la région Lombardie.

## Histoire
Le nom Bozzolo, dans la tradition locale, vient de « cocon (de ver à soie) » (bozzolo en italien) car la soie était beaucoup produite dans la région.

## Culture
Bozzolo est le siège d'un festival d'art international fondé en 1954 par père Primo Mazzolari. Cette exposition est interrompue après le décès de Mazzolari en 1959, pour être reprise, en formule biennale, depuis 2003.

## Administration
| Période                                  | Période | Identité | Étiquette | Qualité |
| ---------------------------------------- | ------- | -------- | --------- | ------- |
|                                          |         |          |           |         |
| Les données manquantes sont à compléter. |         |          |           |         |

## Illustrations

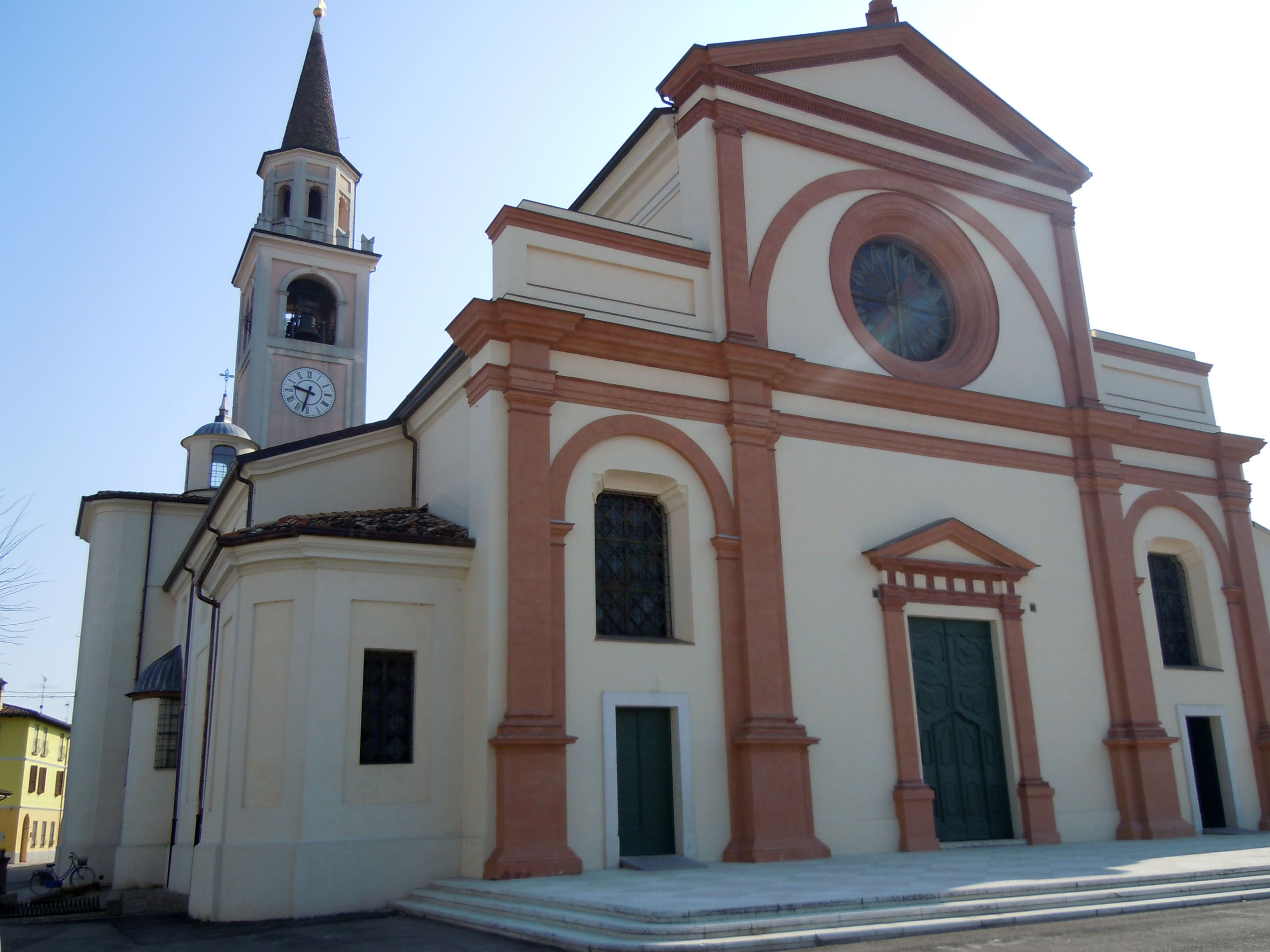
L'église Saint-Pierre, où père Mazzolari est enterré.

### Communes limitrophes
Acquanegra sul Chiese, Calvatone, Marcaria, Rivarolo Mantovano, San Martino dall'Argine, Tornata

## Personnalités liées à Bozzolo
- Primo Mazzolari (1890-1959), prêtre, partisan et écrivain ; curé de Bozzolo de 1932 à sa mort.